# عبدالسلام راکتی
عبدالسلام راکتی (زاده: ۱۳۳۶ ولسوالی نوبهار، ولایت زابل) سیاستمدار افغانستانی و نماینده مردم زابل در دوره پانزدهم مجلس نمایندگان افغانستان است.

## زندگی‌نامه
عبدالسلام راکتی متولد ۱۳۳۶ از ولسوالی نوبهار ولایت زابل افغانستان است. وی تحصیلات دینی دارد.

## دیگر فعالیت‌ها
- قوماندان/فرمانده فرقه/لشکر زابل در دولت اسلامی افغانستان.[۱]
- فرمانده قول اردوی/سپاه ننگرهار.[۱]